# Viaducto del embalse de Alcántara
El viaducto del Embalse de Alcántara es un puente arco en construcción para la línea de Alta Velocidad Madrid-Extremadura que cruza el embalse de Alcántara y el cauce del río Tajo, ahora sumergido. El viaducto tiene un arco de hormigón armado de 324 metros de luz, superando al Viaducto de Contreras con 261 metros.
Es proyecto de la oficina de proyectos Carlos Fernández Casado, bajo el liderazgo de los ingenieros de caminos Javier Manterola y Antonio Martínez Cutillas.
Es el primer puente de la vía (viniendo desde Madrid) que cruza el embalse, habiendo uno segundo que cruzaría el río Almonte y el mismo embalse.